# Мальмсбері (Вілтшир)
Мальмсбері — ярмарок у графстві Вілтшир, Англія. Історично місто відомо завдяки розташованому у ньому абатству. Історія міста бере початок від кам'яної доби, воно є найстарішим боро Англії, заснованим близько 880 року.

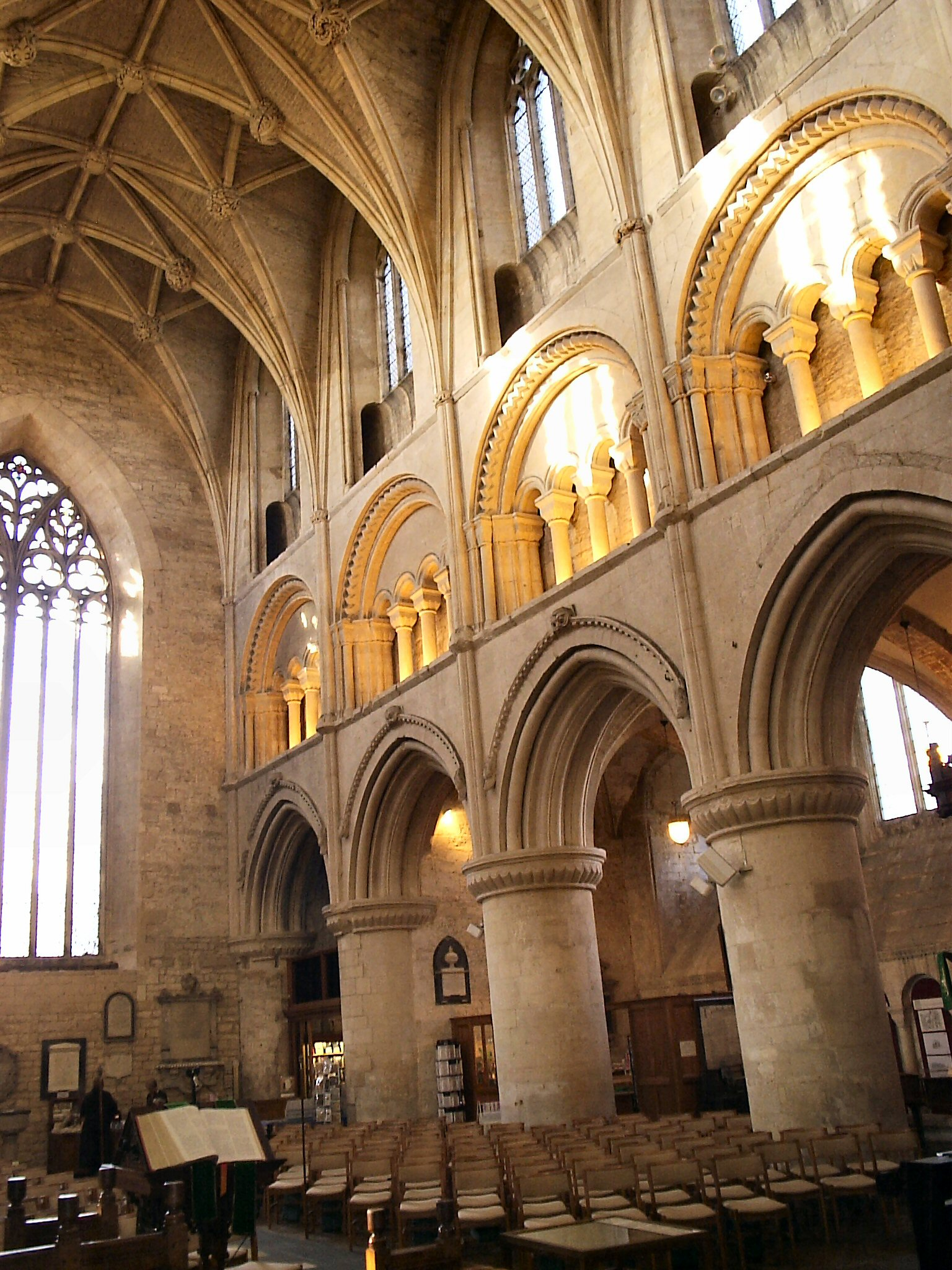
Внутрішнє убранство абатства
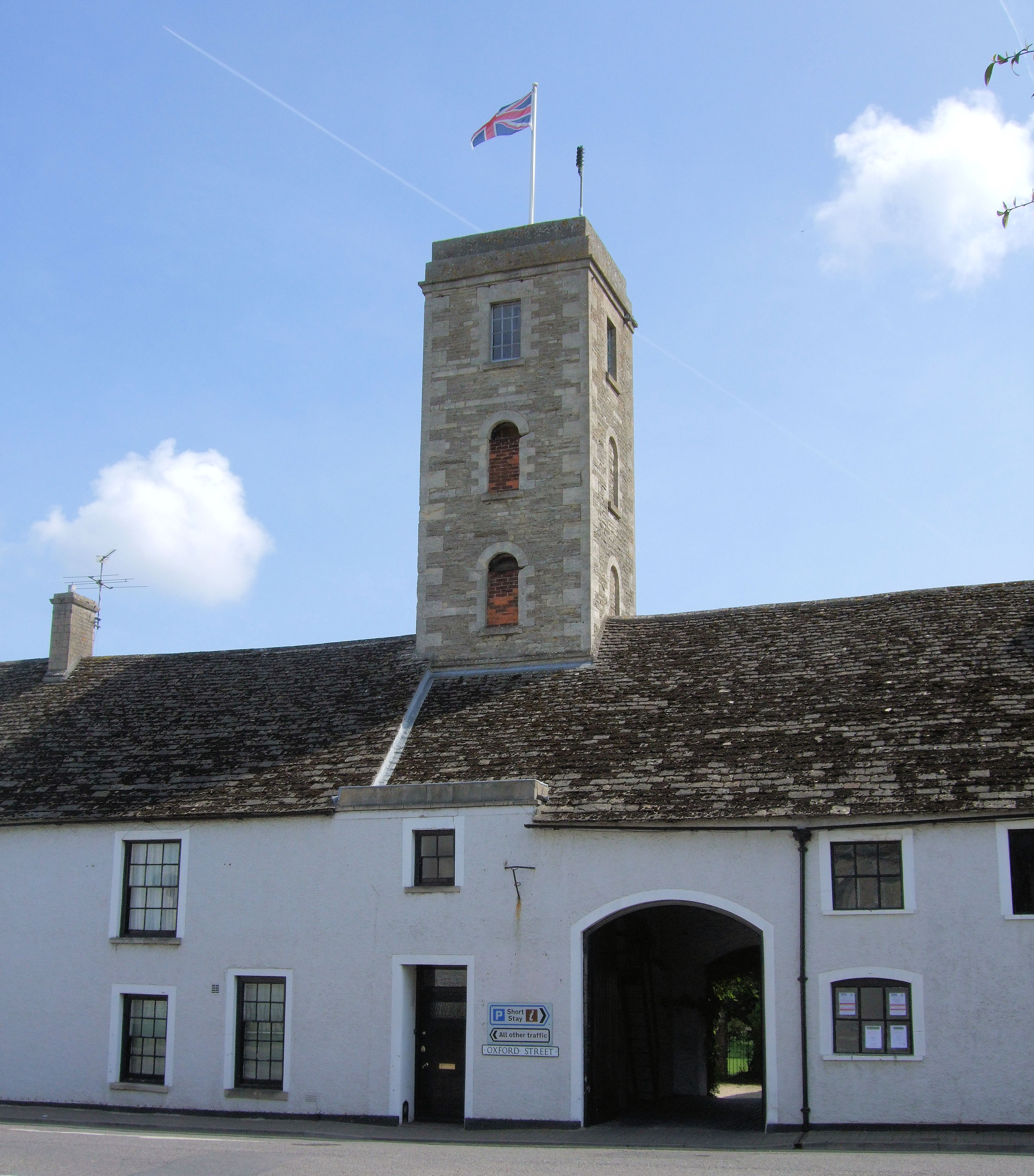
Вежа у Мальмсбері
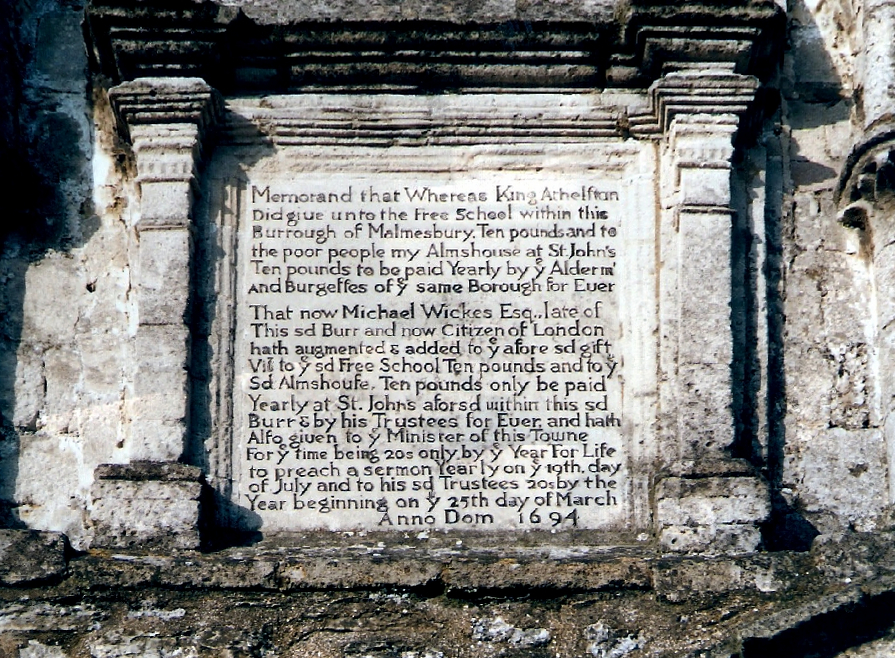